# The Light That Came
The Light That Came è un cortometraggio muto del 1909 diretto da David W. Griffith.

## Trama
Carl Wagner è rimasto cieco, ma continua a vivere amando la sua musica e suonando il violino nelle sale da ballo dell'East Side. Tre sorelle, Grace, Vivian e Daisy frequentano la sala da ballo. Vivian e Daisy sono due belle ragazze, sempre al centro dell'attenzione. Grace, invece, è sfigurata nel volto; quando conosce Carl, i due si innamorano. Ma la ragazza teme che l'amore possa svanire se Carl recupererà la vista, come sembra sia possibile.  I suoi timori saranno fugati quando si renderà conto che Carl la ama per sé stessa e non per il suo aspetto.

## Produzione
Prodotto dalla Biograph Company, il film fu girato in interni negli studi della Biograph il 30 settembre e il 2 e 4 ottobre 1909.

## Distribuzione
Distribuito dalla Biograph Company, il film - un cortometraggio di una bobina - uscì nelle sale l'8 novembre 1909. In Francia, fu presentato in TV con il titolo La Lumière retrouvée.
Ripubblicato in video e DVD, il film uscì nel 2007 in cofanetto insieme ad altri lavori con Nickelodia  Vol.II Silent Era DVD

### Testi sul film
"Questo film, uno dei primi di Griffith alla Biograph, è interessante perché mostra il maestro che impara l'arte. Le scene, infatti, sono relativamente lunghe e girate senza cambiare posizione alla macchina da presa, mancano le interruzioni. Il tempo relativo allo svolgimento della scena reale corrisponde al tempo della sua proiezione sullo schermo. (...) Mary Pickford disse che aveva accettato un ruolo che nessun'altra avrebbe accettato: la vediamo qui in un ruolo minore e per niente commovente. C'è un'altra attrice come protagonista: la nostra curiosità è quella di immaginare cosa avrebbe potuto fare nei suoi panni Mary Pickford, con il suo naturale dono per il pathos.
(didascalie introduttive dell'edizione Blackhawk del film)